# 남산 케이블카

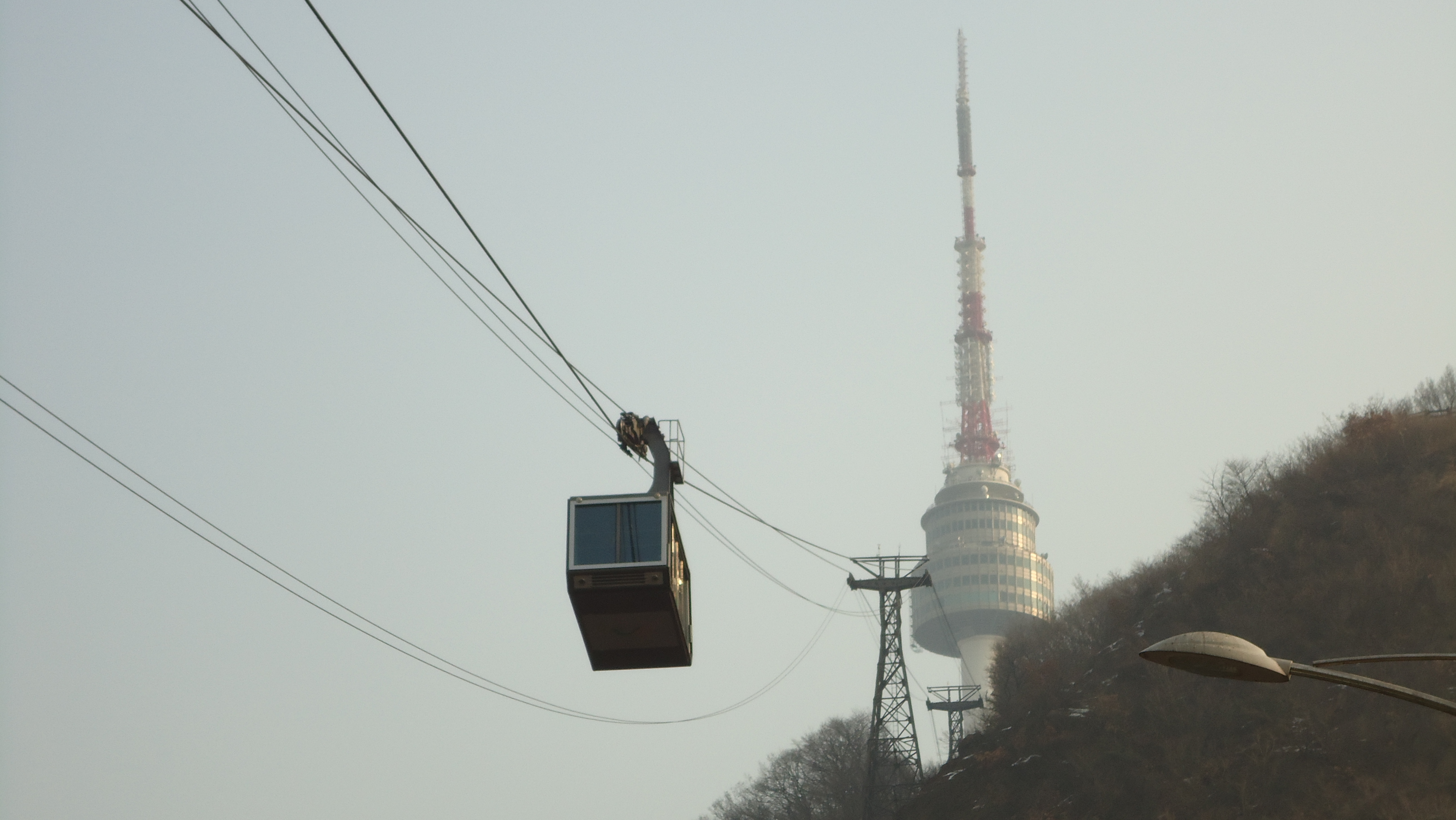
남산 케이블카

남산 케이블카(cable car) 또는 남산 삭도(索道)는 서울특별시 중구 회현동의 승강장과 예장동 남산 정상 서울타워 부근에 위치한 승강장 사이를 운행하는 케이블카 구간을 말한다. 대한민국 최초의 여객용 케이블카로, 1962년 5월 12일 운행을 개시하였으며, 한국삭도공업주식회사에서 운영하고 있다.
남산 케이블카는 왕복식으로, 2개 선로에 총 2대의 객실이 순환하며 교행한다. 각 객실의 정원은 48명이다. 선로의 길이는 605m, 시종점간의 고저차 138m로, 노선의 평균 경사각은 약 77°이다. 운행 속도는 약 3.2 m/s로, 편도 운행 시간은 3분 남짓이다.
연중무휴로 오전 10시부터 오후 11시까지 운행하며, 기상 상황에 따라 운행 여부는 바뀔 수 있다. 회현동에 위치한 본관 승강장은 서울 지하철 4호선 명동역에서 도보로 접근이 가능하다.